# Rybníček (Morávia do Sul)
Rybníček é uma comuna checa localizada na região de Morávia do Sul, distrito de Vyškov.